# Mesochorus carinatus
Mesochorus carinatus là một loài tò vò trong họ Ichneumonidae.